# マッチプレー
マッチプレー（match play）とは、ゴルフの競技方法の一つ。

## 概要
ゴルフは大別してマッチプレーとストロークプレー (stroke-play) とにわかれる。そのうちマッチプレーとは2名或いは2組のプレーヤーが1対1で対戦し、1ホールごとにストローク数の多寡で勝敗を決める競技方法である。
勝ち抜き戦となるマッチプレー方式では参加競技者が増加するほどに多くの時間がかかってしまうため、現代では事前に規定したラウンド数での通算スコアを選手間で争うストロークプレーがプロアマ問わず主流となっているが、そもそものゴルフの形態はマッチプレーであったとされる。
個人競技としてのマッチプレーとは別に2名1組で構成された2組でのマッチプレーもあり、この場合各組1つのボールを交互に打つツーボール・フォアサム、各選手1つずつのボールを使用するフォアボールなどの競技手段がある。
マッチプレーの勝敗は独特の表現方法をもって表される。プレーヤーAとプレーヤーBがマッチプレーに臨み、第1ホールでAのストローク数がBのストローク数を下回った場合このホールはAの勝ちとなり、この状態を「Aの1アップ (up)」、仮にBを主語とした場合は「Bの1ダウン (down)」と呼ぶ。勝敗数が同じ場合は「オールスクエア (all square)」または「イーブン (even)」と呼ばれる。なお、この勝敗をあらわす「アップ・ダウン」は、これまでの全ホールを通しての勝敗差を示すものなので、仮にAがBに対して、3勝2敗でも、1勝0敗でも、どちらも1勝差であるため、「Aの1アップ」とする。
勝っている側のプレーヤーのアップ数と、残りのホール数が同じ場合、負けている側のプレーヤーは残りのホール全てに勝たないと逆転が不可能になる。このような状況で対戦するホールのことを「ドーミーホール」ともいう。
このように1ラウンドを回りながら1ホールごとに勝敗が決めていき、一方のプレーヤーが逆転不可能となった段階で試合は終了となる。この時、勝利したプレーヤーのアップ数をX、残りホール数をYとすると、スコアは「XアンドY」と記録される。具体的にいえばプレーヤーAが5アップの状況で残り4ホールとなった場合、逆転は不可能となり「5アンド4」でプレーヤーAの勝利と表現される。
全てのホールを終えてスコアがイーブンだった場合、延長戦として1ホール勝利すれば勝敗が決定する、サドンデス方式の「プレーオフ」を行う。
なお対戦するプレーヤー同士の実力差が大きい場合などは、勝敗を決定するストローク数にハンデキャップを設けることがある。代表的なものとして、実力が上のプレーヤーが1ホールにつき1打ずつのハンデキャップを負う「エブリワン」などがある。

## コンシードとギブアップ
ストローク数の多少はホールごとの勝敗を決めるだけであるため、総ストローク数は問題とならない。そのため、相手のボールが明らかに次のストロークでホールインすると予測される場合はコンシードすることが認められている。日本ではコンシードするときに「OK」と声をかけるので「OKパット」などと呼ばれることが多い。逆に明らかにストロークで上回れないと分かった時点でそのホールはギブアップとすることも出来る。

## スコアによる実例
| ホール | パー | A | B | スコア  |
| ------ | ---- | - | - | ------- |
| 1      | 4    | 4 | 4 | even    |
| 2      | 3    | 3 | 4 | A 1up   |
| 3      | 4    | 4 | 4 | A 1up   |
| 4      | 5    | 4 | 6 | A 2up   |
| 5      | 5    | 5 | 4 | A 1up   |
| 6      | 4    | 4 | 4 | A 1up   |
| 7      | 4    | 4 | 6 | A 2up   |
| 8      | 3    | 3 | 3 | A 2up   |
| 9      | 4    | 3 | 3 | A 2up   |
| 10     | 5    | 4 | 5 | A 3up   |
| 11     | 3    | 3 | 3 | A 3up   |
| 12     | 4    | 5 | 5 | A 3up   |
| 13     | 5    | 5 | 5 | A 3up   |
| 14     | 3    | 2 | 4 | A 4up   |
| 15     | 4    | 4 | 4 | A 4up   |
| 16     | 4    | - | - | A 4and3 |
| 17     | 4    | - | - | A 4and3 |
| 18     | 4    | - | - | A 4and3 |

この場合、15ホールを終えた時点でAが4upとリードしており、残り3ホールでBが逆転することは不可能となるため、ここでプレーは打ち切られ、4 and 3でAの勝ちとなる。

## 主な大会
- ライダーカップ、プレジデンツカップ、ソルハイムカップなどのチーム対抗戦大会
- ボルボ世界マッチプレー選手権
- デルテクノロジーズ・マッチプレー

### 日本国内
- 日本プロゴルフマッチプレー選手権
- ネスレインビテーショナル日本プロゴルフマッチプレー選手権レクサス杯
- ISPSハンダマッチプレー選手権